# Armă mortală
Armă mortală (titlu original: Lethal Weapon) este un film american din 1987 regizat de Richard Donner. Rolurile principale au fost interpretate de actorii  Mel Gibson, Danny Glover, Gary Busey,  Mitchell Ryan, Tom Atkins, Traci Wolfe și Darlene Love. Este primul film din seria de filme de acțiune de comedie Armă mortală.

## Distribuție
- Mel Gibson ca Martin Riggs
- Danny Glover ca Roger Murtaugh
- Gary Busey ca Joshua
- Mitchell Ryan ca Gen. Peter McAllister
- Tom Atkins ca Michael Hunsaker
- Darlene Love ca Trish Murtaugh
- Jackie Swanson ca Amanda Hunsaker
- Traci Wolfe ca Rianne Murtaugh
- Damon Hines ca Nick Murtaugh
- Ebonie Smith - Carrie Murtaugh
- Steve Kahan - Cpt. Murphy
- Mary Ellen Trainor ca Dr. Stephanie Woods (Police Psychiatrist)
- Ed O'Ross ca Mendez
- Lycia Naff ca Dixie
- Jimmie F. Skaggs ca Drug Dealer #1
- Jason Ronard ca Drug Dealer #2
- Blackie Dammett ca Drug Dealer #3
- Al Leong ca Endo
- Jack Thibeau ca McCaskey
- Grand Bush ca Boyette
- Sally Field ca Reporter KTLA (nem.)
- Burbank the Cat ca Burbank the Cat
- Sam the Dog ca Sam the Dog